# Frederiksberg Idræts-Forening
Frederiksberg Idræts-Forening; Frederiksberg IF, duński klub piłki ręcznej założony w 1946 r. z siedzibą we Frederiksbergu. Klub dzieli się na sekcje: kobiet i mężczyzn.
Sekcja kobiet występowała pod nazwą FIF Kopenhaga i została rozwiązana w 2004 r. W sezonie 2010/11 klub odkupił prawo do gry w GuldBageren Ligaen od FCK Håndbold.
Od sezonu 2011/12 sekcja mężczyzn występuje w 1. division.

## Sukcesy

### Sekcja kobiet
- mistrzostwo Danii:
  -  (1988/1989, 1984/1985, 1980/1981, 1979/1980, 1977/1978, 1975/1976, 1973/1974, 1972/1973, 1971/1972, 1970/1971, 1966/1967, 1965/1966, 1961/1962, 1958/1959, 1955/1956) (15x)
  -  (1999/2000, 1989/1990, 1978/1979, 1976/1977, 1974/1975, 1969/1970, 1968/1969, 1967/1968) (8x)
  -  (1997/1998, 1992/1993, 1991/1992, 1990/1991, 1982/1983, 1981/1982) (6x)